# 梅耶里
梅耶里（法語：Meillerie，法語發音：[mɛjʁi]）是法国上萨瓦省的一个市镇，属于托农莱班区。

## 地理
梅耶里（46°24'26"N, 6°43'11"E）面积3.91 平方千米，位于法国奥弗涅-罗讷-阿尔卑斯大区上萨瓦省，该省份为法国东部省份，历史上为薩伏依的一部分，北与瑞士接壤，西接安省，南至萨瓦省，东与瑞士和意大利接壤。
与梅耶里接壤的市镇（或旧市镇、城区）包括：吕格兰、圣然戈尔夫、托隆莱梅米斯。

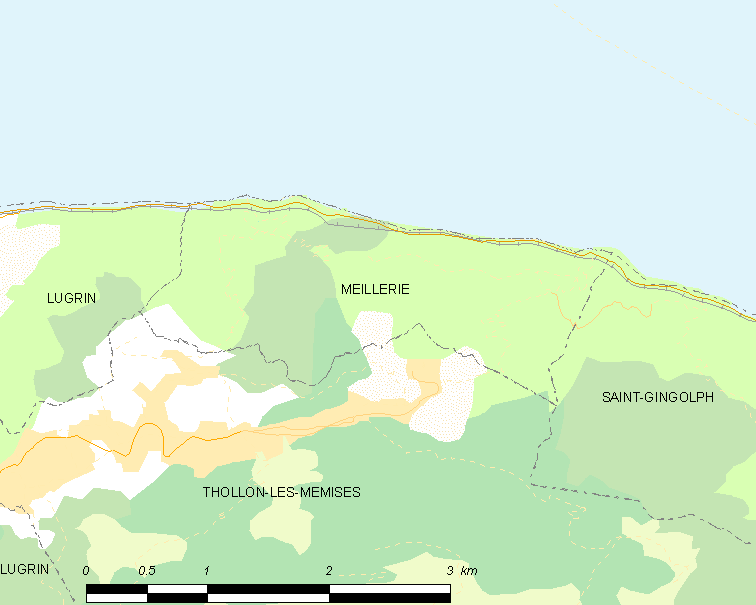
梅耶里的OSM定位图

梅耶里的时区为UTC+01:00、UTC+02:00（夏令时）。

## 行政
梅耶里的邮政编码为74500，INSEE市镇编码为74175。

## 政治
梅耶里所属的省级选区为埃维昂莱班县。

## 人口

1962-2008年间梅耶里人口变化图示

梅耶里于2022年1月1日时的人口数量为301人。